# Oepikium
Oepikium is een geslacht van uitgestorven kreeftachtigen uit de klasse van de Ostracoda (mosselkreeftjes).

## Soorten
- Oepikium acutum (Oepik, 1937) Sarv, 1956 †
- Oepikium crista (Oepik, 1937) Sarv, 1956 †
- Oepikium flabelliferum (Krause, 1892) Henningsmoen, 1954 †
- Oepikium kosvaense Zenkova, 1977 †
- Oepikium lassus Abushik, 1990 †
- Oepikium novum Sarv, 1959 †
- Oepikium planum Copeland, 1962 †
- Oepikium porkuniense Henningsmoen, 1954 †
- Oepikium reticulatum (Oepik, 1937) Sarv, 1956 †
- Oepikium tenerum (Oepik, 1935) Agnew, 1942 †
- Oepikium uralense Zenkova, 1977 †